# Vladimir Dolgov
Vladimir Genrikhovich Dolgov (transliteração em russo: Владимир Генрихович Долгов, Carcóvia, 11 de maio de 1960 - Carolina do Norte, 10 de janeiro de 2022) foi um nadador e treinador soviético de origem ucraniana. Representou a União Soviética nos Jogos Olímpicos de Verão de 1980, realizados em Moscou.

## Biografia
Vladimir Dolgov nasceu em Carcóvia, cidade localizada no Oblast de Carcóvia, na República Socialista Soviética da Ucrânia, contexto histórico em que a Ucrânia era parte integrante da União Soviética. Começou a praticar e desenvolver-se na natação em um clube localizado em sua cidade natal.
Integrou a delegação soviética selecionada para disputar os Jogos Olímpicos de Verão de 1980, realizados na capital Moscou. Na competição participou de duas modalidades: 100 metros de nado costa e 200 metros de nado costas. Na segunda modalidade, Dolgov, ficou com o nono lugar na fase classificatória, não conseguindo avançar para a fase final - dado que a final foi composta por apenas oito atletas. Já na categoria de 100 metros, conquistou a medalha de bronze para a União Soviética, sendo superado apenas pelo sueco Bengt Baron e pelo também soviético Viktor Kuznetsov.
Após a passagem olímpica, no ano seguinte participou da Universíada de Verão de 1981 realizado em Bucareste na Romênia. Na categoria de 100 metros costas, ficou com a medalha de prata, sendo superado apenas pelo também soviético Sergei Zabolotnov e a frente do brasileiro Rômulo Arantes que completou o pódio.
No ano de 2015, mudou-se para os Estados Unidos para tornar-se treinador da Sailfish Aquatics, na Carolina do Norte. Estudou academicamente na área de educação física, onde defendeu um doutorado na área de desenvolvimento da técnica de natação e metodologia do treino desportivo.

### Morte
Dolgov morreu em 10 de janeiro de 2022, aos sessenta e um anos, após lutar contra um câncer de estômago inoperável por dez meses.